# Upplåtelse
Upplåtelse kallas det när ägaren till något låter någon annan nyttja detta utan att äganderätten till det nyttjade därmed överlåts. Upplåtelse kan till exempel ske genom uthyrning eller lån.

## Teknisk förklaring
Mer tekniskt kan upplåtelse förklaras vara en viljeförklaring, varigenom innehavaren av en mer omfattande rättighet inom dennas ram stiftar en särskild rättighet för annan person.
Ett exempel är en fastighetsägare som utarrenderar fastigheten ett visst antal år eller medger inteckning i densamma ("upplåter" nyttjanderätt
resp. panträtt). Ett annat exempel är att en uppfinnare tillåter ett bolag att under viss tid använda hans patenterade uppfinning ("upplåter" en begränsad rätt att utöva patentet). 
Ordet upplåtelse (och likaså upplåta) används ibland, till och med i lag, även om sådan fullständig avhändelse av en rättighet, som mer noggrant borde kallas överlåtelse. Jfr Singularsuccession.